# WR 42e
WR 42e är en ensam stjärna i norra delen av stjärnbilden Kölen belägen i den massiva HII-regionen NGC 3603. Den har en skenbar magnitud av ca 14,53 och kräver ett kraftfullt teleskop för att kunna observeras. Baserat på parallax enligt Gaia Data Release 3 på ca 0,11 mas, beräknas den befinna sig på ett avstånd på ca 25 000 ljusår (ca 7 600 parsek) från solen.
WR 42e katalogiserades första gången 2004 som en medlem av NGC 3603, med nummer 954. Den noterades ha röntgen- och Hα-emission. En detaljerad studie publicerad 2012 visade att den svaga röda stjärnan faktiskt var en mycket dold (6,4 magnituder i det visuella bandet) het, blå Wolf-Rayet-stjärna och gav den namnet WR 42e. Efterföljande ändringar av namnkonventionerna för nya galaktiska Wolf–Rayet-stjärnor innebär att den också kallas WR 42-1.
WR 42e ligger 2,7 bågminuter västnordväst om det massiva öppna stjärnhopen HD 97950 i hjärtat av NGC 3603, motsvarande 6 parsecs för avståndet från NGC 3603.  Detta är utanför den kompakta kärnan av hopen där liknande massiva lysande stjärnor finns. Det spekuleras att WR 42e kastades ut i ett ovanligt möte med tre objekt som möjligen involverade sammanslagning av två av stjärnorna och utkastningen av båda de resulterande objekten.

## Egenskaper
WR 42e är en blå superjättestjärna av spektralklass O3 If*/WN6 och klassificeras som en Wolf-Rayet-stjärna. Den har en massa som är ca 123 solmassor och har ca 3 200 000 gånger solens utstrålning av energi från dess fotosfär vid en effektiv temperatur av ca 43 600 K. WR 42e är en av de mest massiva och mest lysande stjärnorna som är kända.
Spektrumet för WR 42e uppvisar många egenskaper hos en OIf*-stjärna, som absorptionslinjer i väte-Balmerserien och emissionslinjer för joniserat kväve och helium. Den relativa styrkan hos kvävemissionslinjerna och bristen på absorption i 468,4-heliumlinjen anger en spektralklass av O3 If*. Hβ-linjen visar dock en distinkt emissionsvinge. P Cygni-profil för denna linje är ett definierat tecken för spektralklassen OIf*/WN och därför tilldelas WR 42e spektraltypen O3If*/WN6.